# سفارة تركيا في بلجيكا
سفارة تركيا في بلجيكا هي أرفع تمثيل دبلوماسي لدولة تركيا لدى بلجيكا. تقع السفارة في بروكسل وهي تهدف لتعزيز المصالح التركية في بلجيكا.

## وصلات خارجية
- قائمة سفارات تركيا
- قائمة السفارات في بلجيكا